# Liste de jeux Time Warner Interactive
La liste de jeux Time Warner Interactive répertorie tous les jeux développés et distribués par Time Warner Interactive.

## Mega Drive
- Sylvester and Tweety in Cagey Capers (1993)
- Red Zone (1994)
- Dick Vitale's "Awesome, Baby!" College Hoops (1994)
- Mega SWIV (1994)
- The Lawnmower Man (1994)
- Generations Lost (1994)
- Kawasaki Superbike Challenge (1994)
- Ms. Pac-Man (1995)
- Wayne Gretzky and the NHLPA All-Stars (1995)
- Primal Rage (1995)
- Cheese Cat-Astrophe Starring Speedy Gonzales (1995)

## Mega CD
- Battlecorps (1993)
- The Lawnmower Man (1994)
- BC Racers (1994)

## Sega 32X
- T-Mek (1995)
- RBI Baseball '95 (1995)
- Primal Rage (1995)

## Game Gear
- R.B.I. Baseball '94 (1994)
- Kawasaki Superbike Challenge (1995)
- Primal Rage (1995)
- Rise of the Robots (1995)
- PGA Tour Golf II (1995)

## Saturn
- TAMA (1994)
- Primal Rage (1995)
- Race Drivin' (1995)
- Virtua Racing (1995)
- Digital Pinball: Last Gladiators (1996)
- Shinrei Jusatsushi Taromaru (1997)